# UK National DNA Database
Die UK National DNA Database (NDNAD) – offiziell: The UK National Criminal Intelligence DNA Database – ist eine 1995 angelegte Gendatenbank im Vereinigten Königreich. Sie ist mit rund 7,2 Millionen (2013) erfassten Personen, darunter etwa 1,3 Millionen Minderjährigen, die größte forensische DNA-Datenbank der Welt.
Seit dem Criminal Justice and Police Act 2001 wird jeder, der wegen eines größeren Vergehens in Großbritannien verhaftet wird, dort mit seiner DNA gespeichert. Die Datenbank wird vom Forensic Science Service betrieben. Zwischen April 1995 und März 2004 kostete die Datenbank 182 Millionen britische Pfund.
Auch die DNA-Profile von Kindern können in der UK National DNA Database gespeichert werden. Die Tageszeitung Daily Mail berichtete im Juli 2006 von einem Fall, in dem drei zwölfjährigen Kindern DNA-Proben entnommen wurden. Sie waren von der Polizei festgenommen worden, weil sie auf einen Kirschbaum geklettert waren und dort Äste abgebrochen hatten.
2008 entschied der Europäische Gerichtshof für Menschenrechte, dass die Speicherung von Fingerabdrücken und DNA-Proben von Verdächtigen, die nicht verurteilt wurden, gegen Artikel 8 der Europäischen Menschenrechtskonvention verstößt.